# Niō du Tōdai-ji
Pour les articles homonymes, voir NIO.
Les Niō ou Kongō-rikishi du Tōdai-ji sont un ensemble de deux statues monumentales en bois censées protéger la porte principale (Nandai-mon, grande porte sud) du temple. D’une hauteur de plus de huit mètres, ils ont été réalisés par l’école de sculpture Kei en 1203 à l’époque de Kamakura au Japon. L’ensemble, traditionnellement attribué à quatre grands sculpteurs de l’époque – Unkei, Kaikei, Tankei et Jōkaku –, est inscrit au registre des trésors nationaux.

## Sujet
Les Niō sont deux divinités bouddhiques, nommées en japonais Agyō et Ungyō, gardant l’entrée des temples. Agyō, représenté avec la bouche ouverte, symbolise la force brutale, tandis qu’Ungyō, représenté la bouche fermée, représente la force contenue.

## Description
Les deux Niō sont disposés de part et d’autre de la grande porte du sud du Tōdai-ji. Ils mesurent respectivement 8,36 et 8,42 mètres de hauteur pour approximativement deux tonnes. Ils ont été réalisés en cyprès du Japon (hinoki) au moyen de la technique dite yosegi-zukuri consistant à sculpter de petites pièces de bois puis à les assembler pour former la statue finale. Plus de trois mille pièces de bois composent chacune des deux statues,,.
Le style est caractéristique de l’école Kei et de l’esprit des guerriers de Kamakura au pouvoir : réalisme des proportions et des physionomies, vigueur et impression de mouvements, avec les corps fins, les muscles saillants, les drapés fluides et les visages farouches.
Parmi les inspirations possibles de la forme relativement originale des statues figurent l’ancienne sculpture de la période Tenpyō (d’inspiration Tang) et la Chine des Song,.

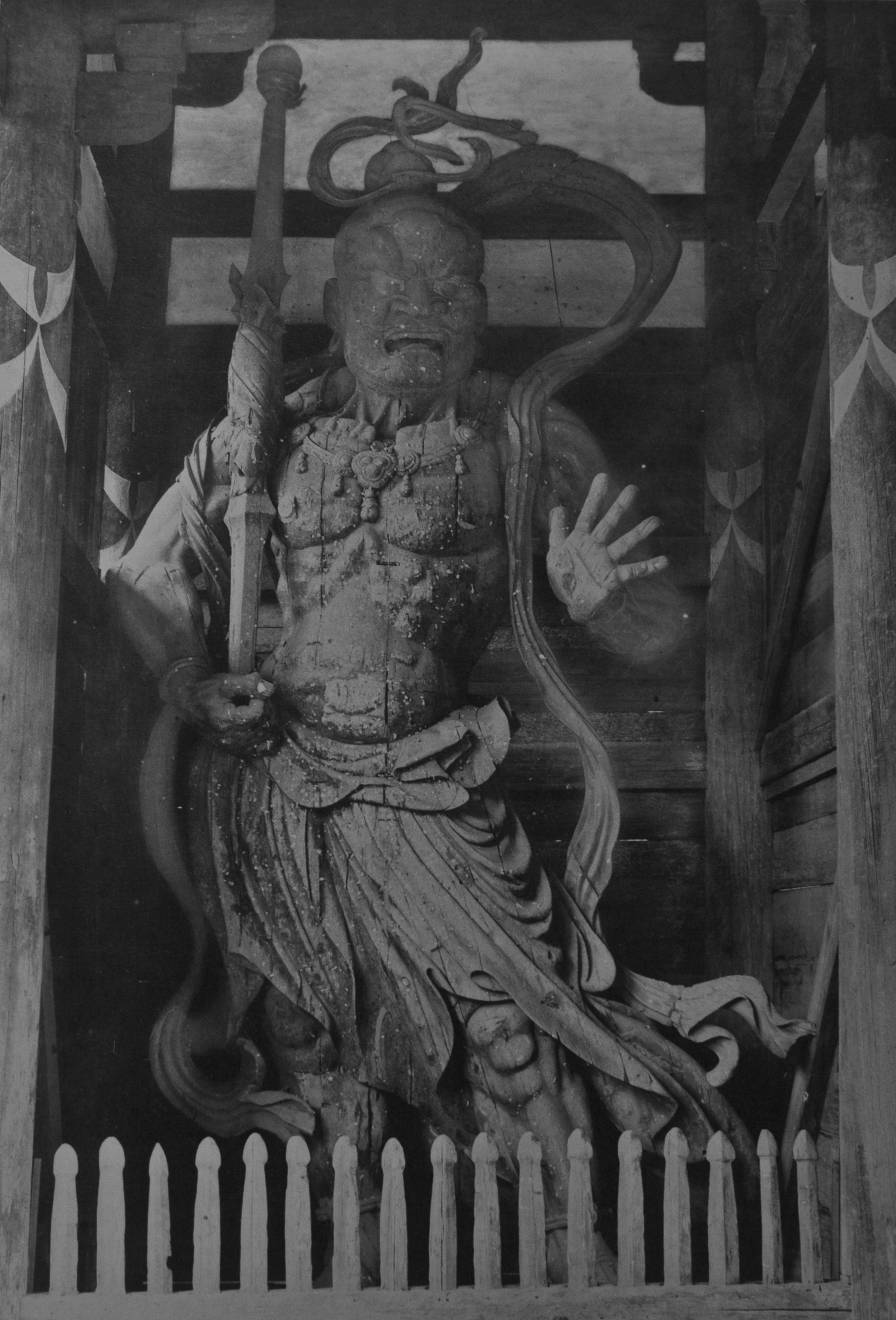
Agyō
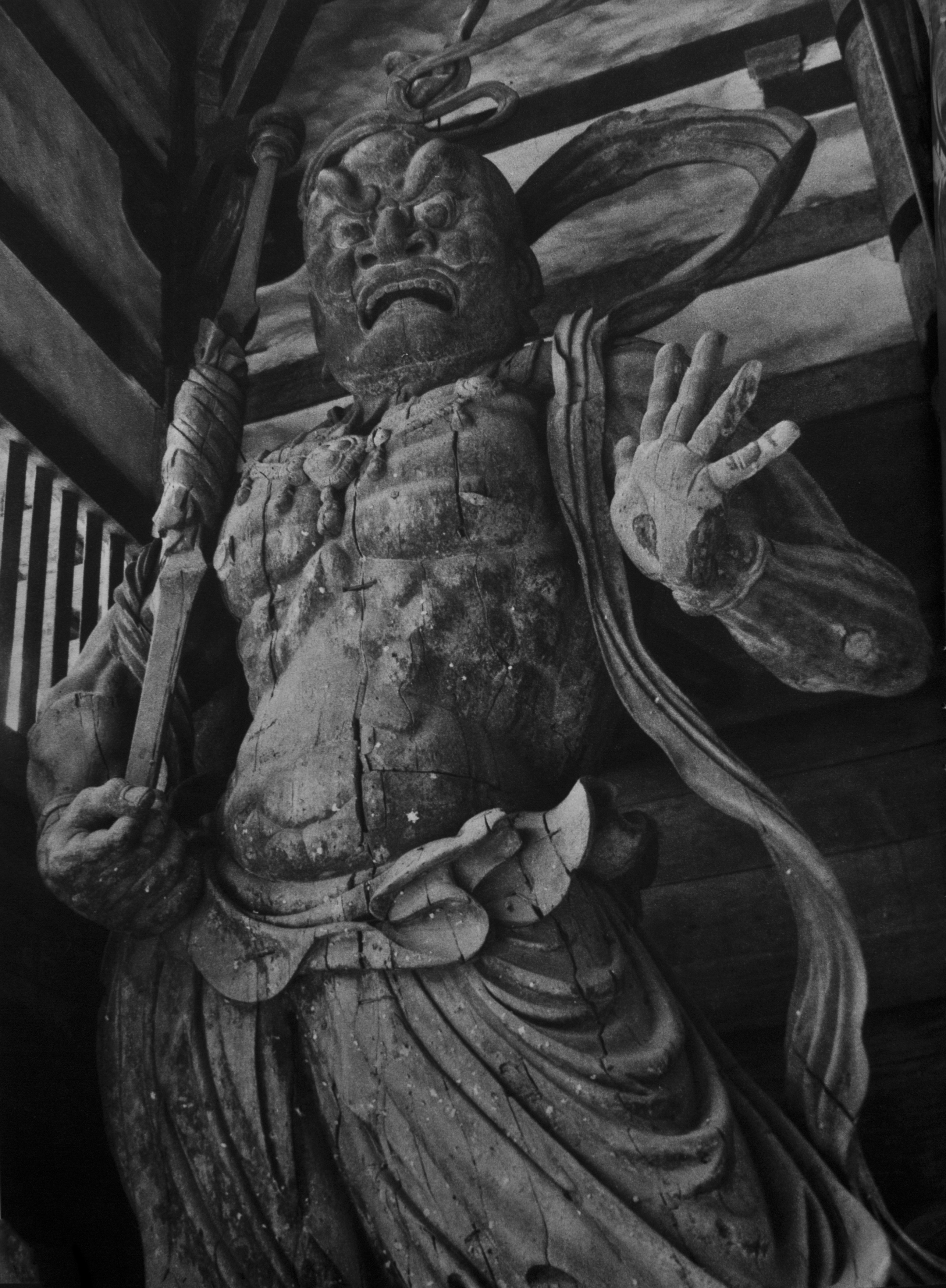
Détail d’Agyō
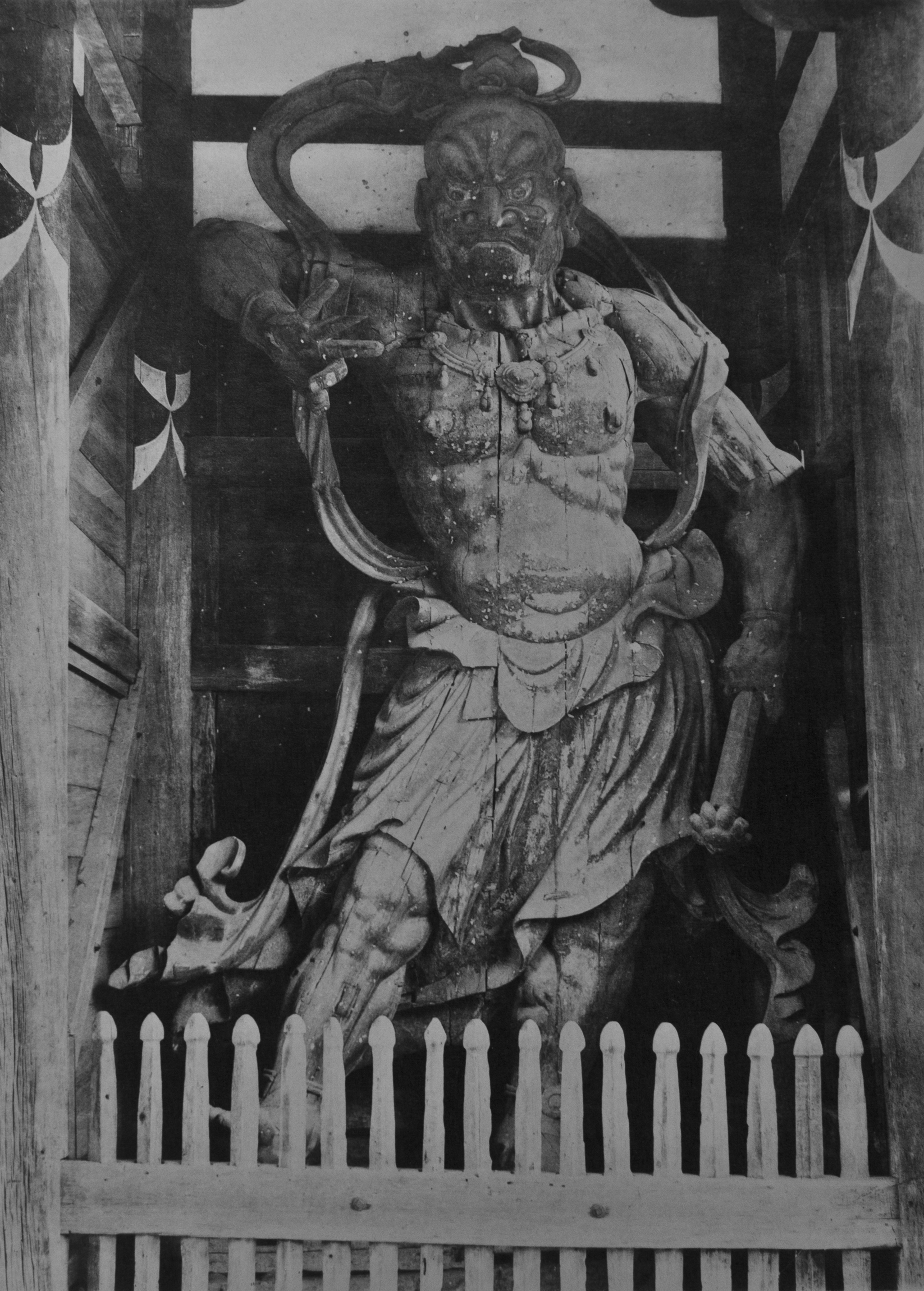
Ungyō
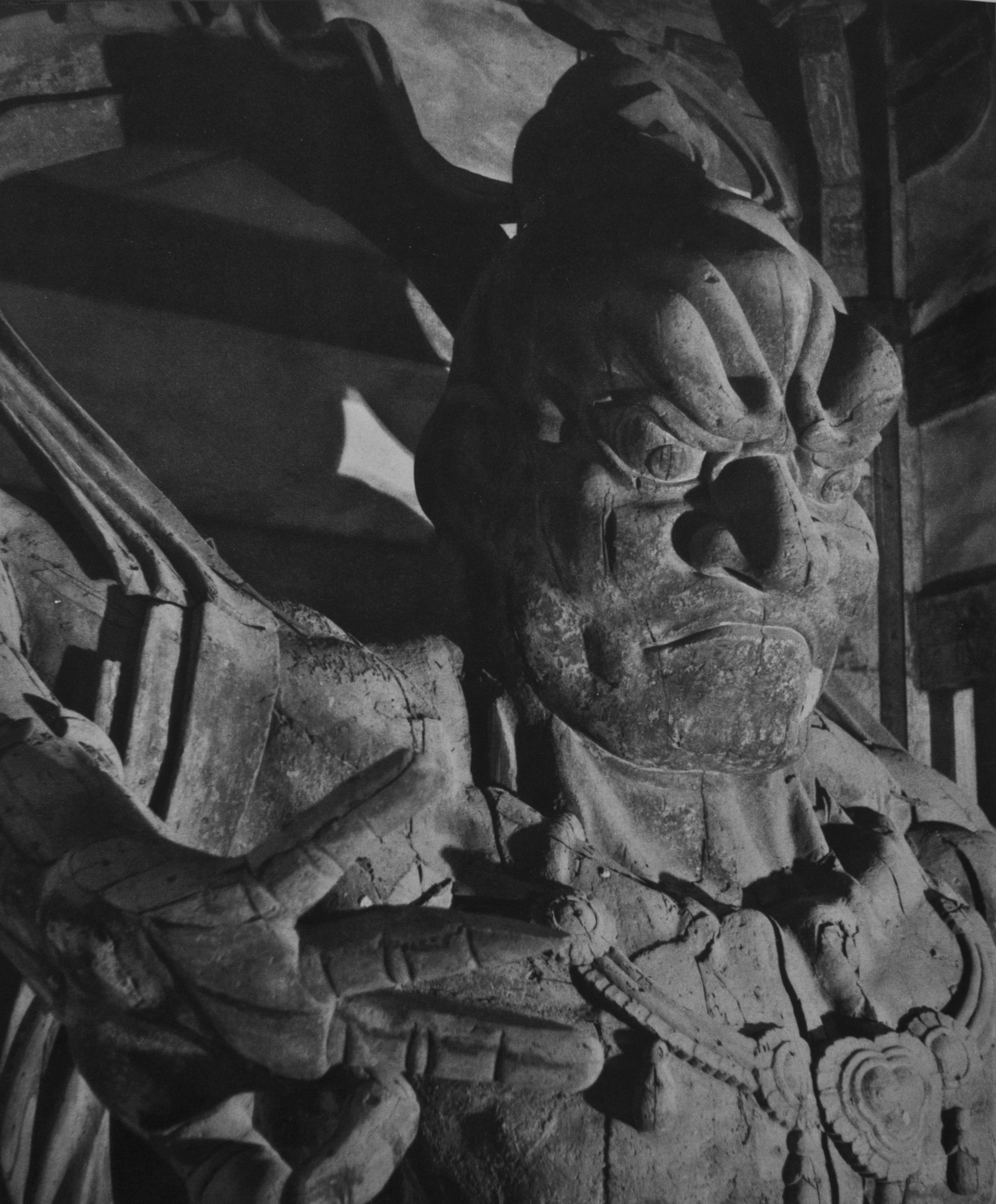
Détail d’Ungyō

## Sculpteurs
La tradition a attribué aux deux plus grands sculpteurs de l’époque la supervision des travaux : Unkei (pour Ungyō) et Kaikei (pour Agyō). Toutefois, les restaurations de 1988 ont permis de découvrir un document à l’intérieur d’Ungyō et une inscription sur Agyō remettant en cause ces attributions : Tankei et Jōkaku auraient ainsi dirigé la réalisation d’Ungyō avec l’aide de douze assistants, et Unkei et Kaikei celle d’Agyō avec le support de treize assistants et dix charpentiers. Le Tōdai-ji bettō shidai mentionne lui seize assistants et quatre maîtres au total. Plusieurs hypothèses ont néanmoins court quant au rôle précis d’Unkei : peut-être a-t-il collaboré avec Kaikei pour Agyō, supervisé l’ensemble du projet en tant que directeur de l’école, ou encore seulement réalisé des retouches finales. Tankei, fils d'Unkei qui n'avait alors que trente ans, était peut-être en apprentissage auprès de Jōkaku, sculpteur plus expérimenté,,,.
La durée très courte des travaux, environ soixante-dix jours, n'a été possible que par la participation d'assistants de l’école au projet, la technique du yosegi-zukuri étant parfaitement adaptée pour le travail collectif,. Des modèles en argile ont été réalisés par les maîtres afin d’extrapoler les proportions réalistes.

## Historique

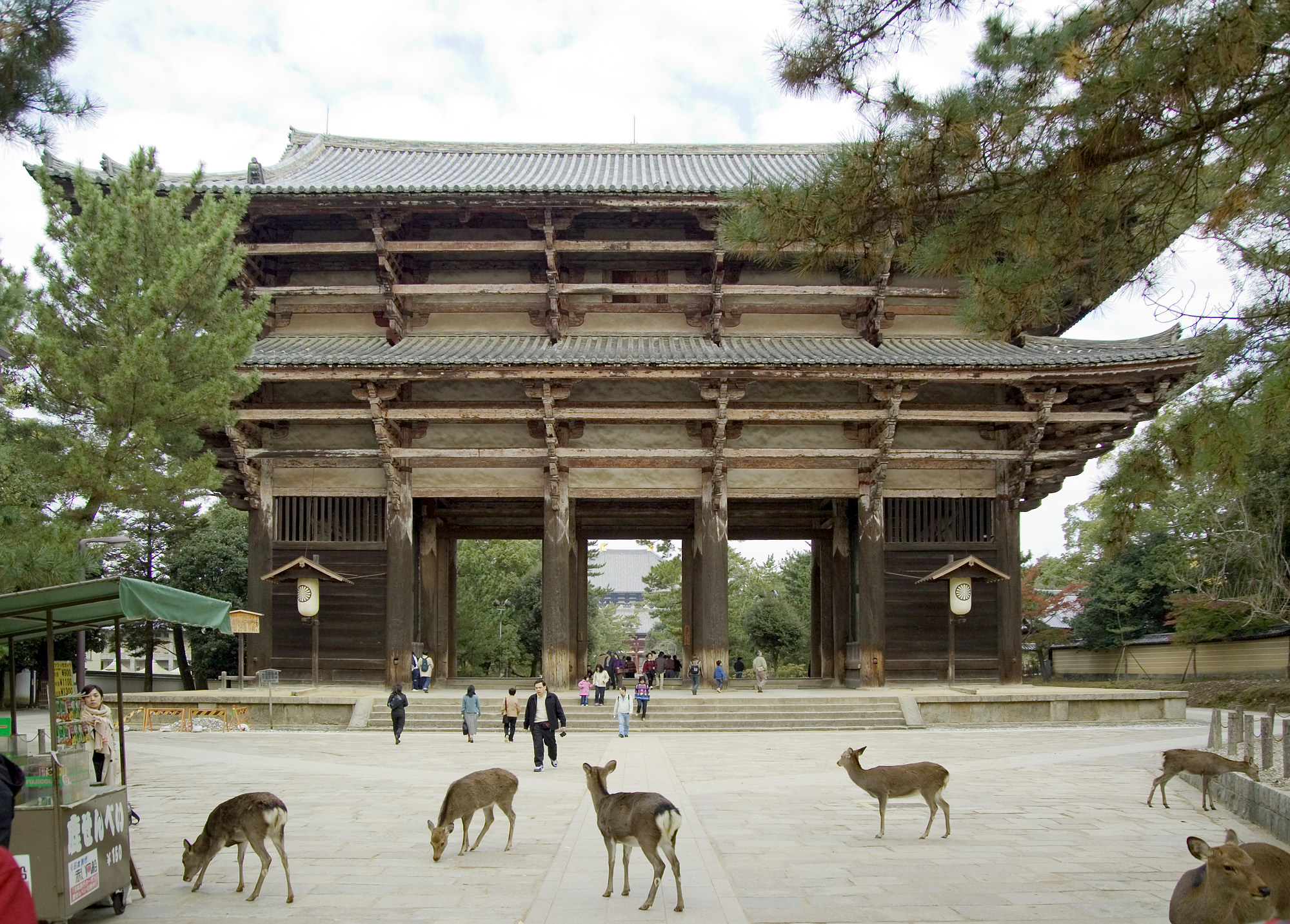
Grande porte sud (nandai-mon) du Tōdai-ji à cinq travées, les statues se tenant dans les niches situées dans les deux travées extérieures.

Durant la guerre de Genpei, une partie du Tōdai-ji est incendiée et détruite par le clan Taira, en raison du ralliement du clergé de Nara au clan ennemi Minamoto. Après la victoire de Minamoto no Yoritomo et l’instauration du bakufu de Kamakura, le nouveau maître du Japon finance largement la reconstruction des temples détruits de Nara, dont le Tōdai-ji en 1180. L’école Kei de Nara, modeste à cette date mais faisant montre d’un nouveau style réaliste et dynamique qui séduit les samouraïs, est chargée de la plupart des projets de reconstitution des sculptures. 
La grande porte sud du Tōdai-ji est achevée en 1195 dans un style monumental (25,7 mètres de haut), et les deux Niō sont sculptés par l’école Kei en 1203. Le Tōdai-ji bettō shidai donne comme date de début le 24 juillet 1203 et comme date de fin le 3 octobre de la même année, un délai court qui représente un succès certain pour l’école Kei. 
Les deux statues ont été restaurées de 1988 à 1993, permettant de découvrir des inscriptions, un rouleau de papier (Issai nyorai shin himitsu zenshin shari hōkyōin darani kyō) et des vestiges des retouches finales apportées aux statues lors de leur création en 1203,. Une nouvelle campagne d’entretien a lieu en 2014 et 2015.

## Patrimoine
Le Tōdai-ji fait partie depuis 1998 des « monuments historiques de l'ancienne Nara » inscrits au patrimoine mondial de l’UNESCO. À titre individuel, les deux Niō sont classés comme trésors nationaux du Japon depuis 1952.